# Tiefgraben
Tiefgraben osztrák község Felső-Ausztria Vöcklabrucki járásában. 2018 januárjában 3974 lakosa volt.

## Elhelyezkedése

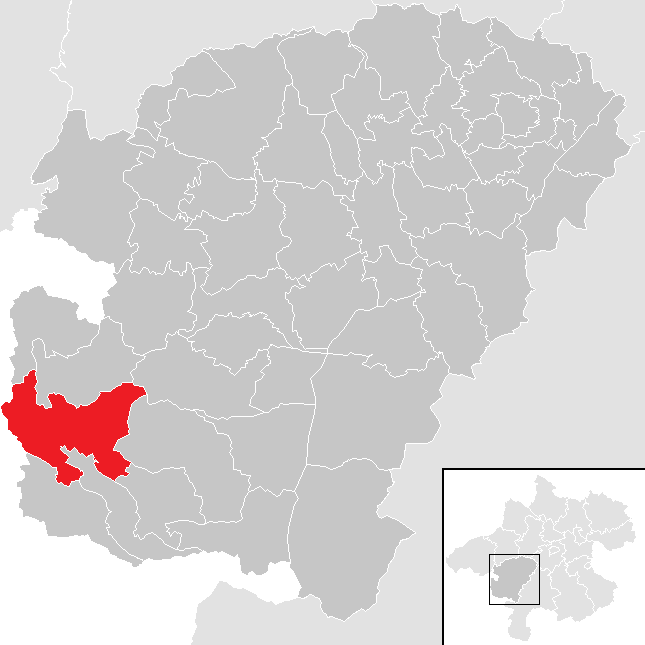
Tiefgraben a Vöcklabrucki járásban

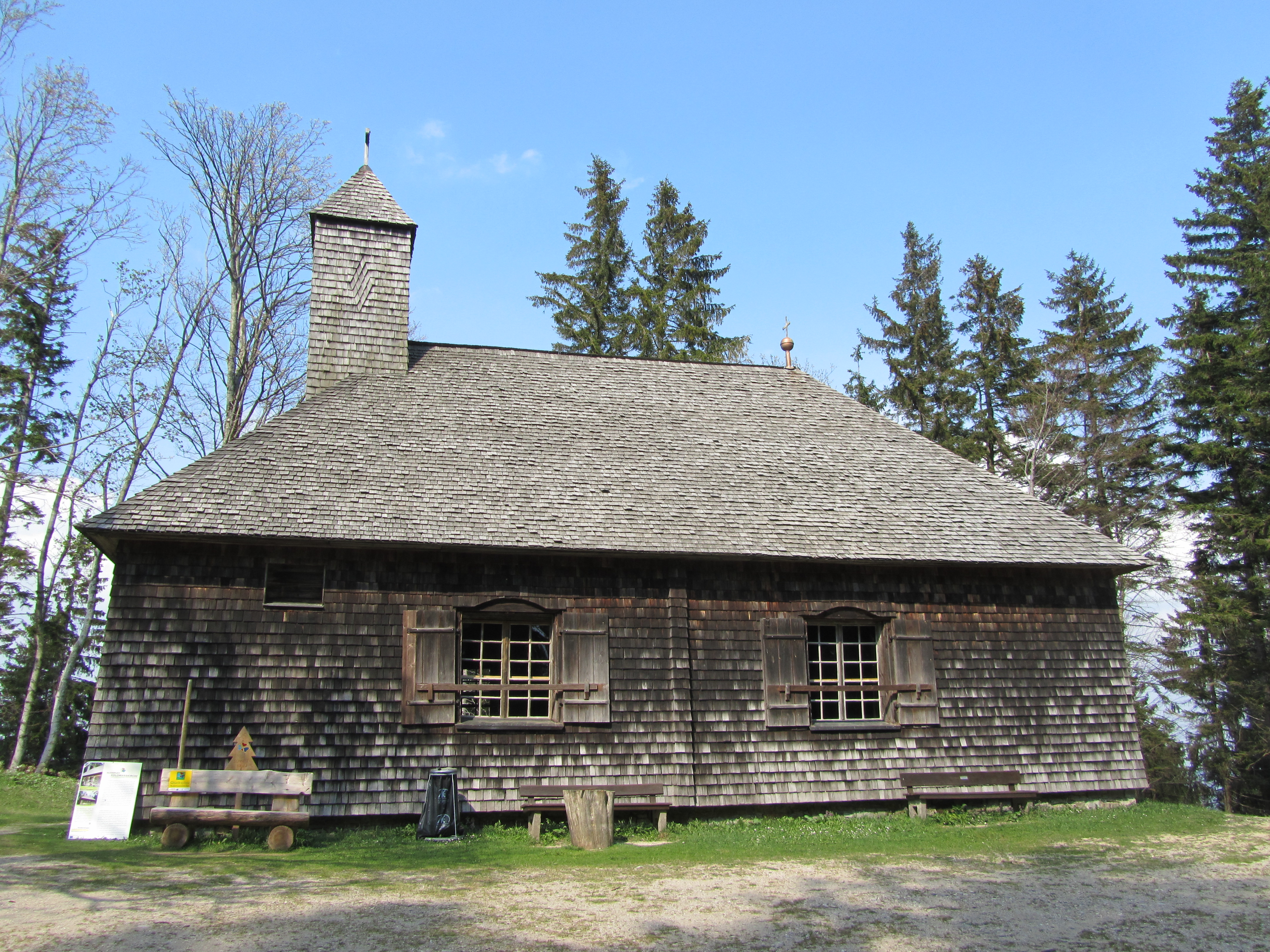
A Szt. Koloman-templom

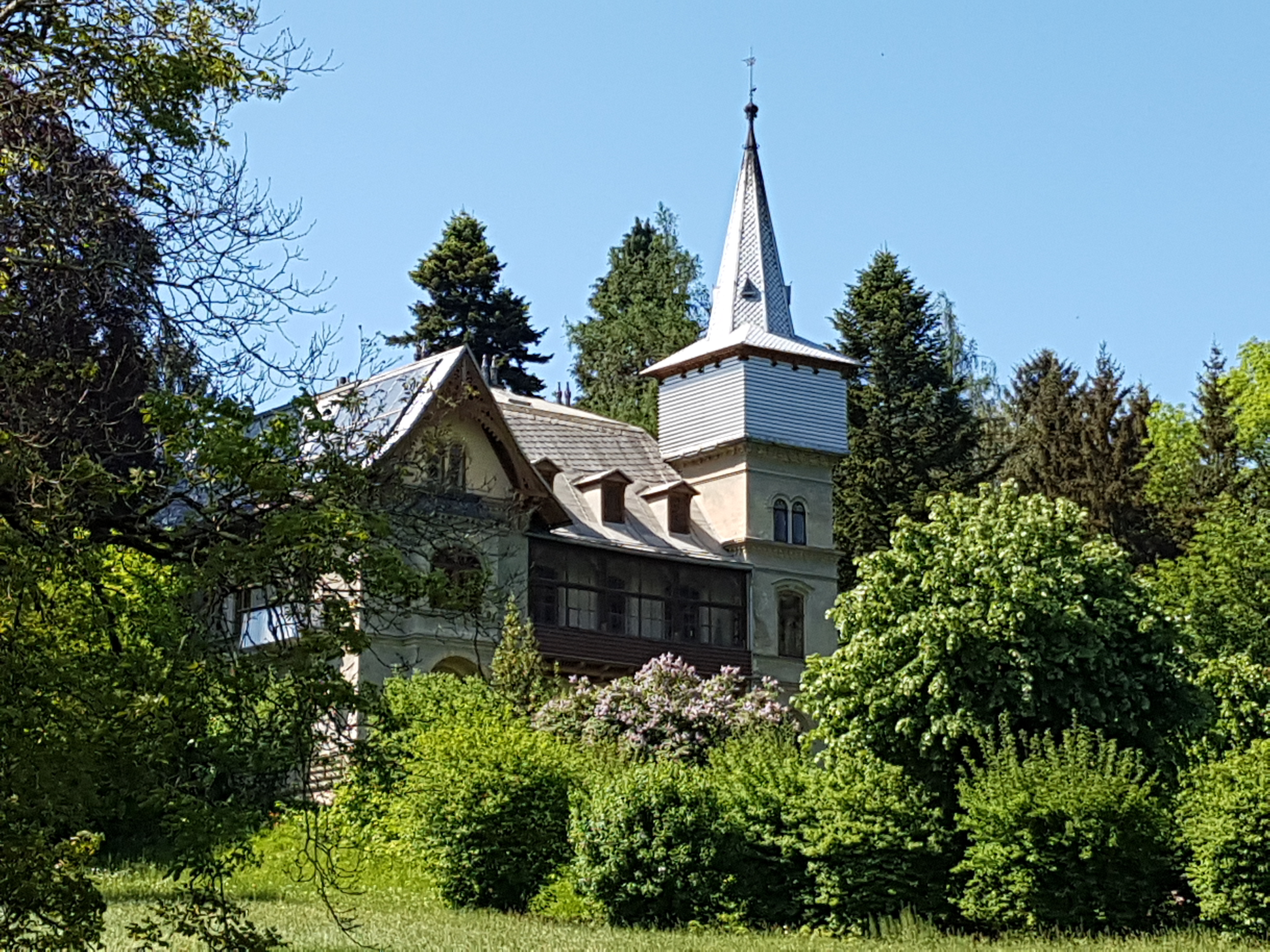
A Baum-villa

Tiefgraben Felső-Ausztria Hausruckviertel régiójában, a Salzkammergut tóvidékén helyezkedik el, a Mondsee és az Irrsee tavak között. Legjelentősebb folyóvízei a Zeller Ache, a Steinerbach és az Iltisbach. Területének 52,1%-a erdő, 41,6% áll mezőgazdasági művelés alatt. Az önkormányzat 4 településrészt és falut egyesít: Gaisberg (576 lakos 2018-ban), Guggenberg (626), Hof (1187) és Tiefgraben (1585). 
A környező önkormányzatok: északra Oberhofen am Irrsee és Zell am Moos, északkeletre Straß im Attergau, keletre Oberwang, délkeletre Innerschwand am Mondsee, délre Mondsee és Sankt Lorenz, nyugatra Thalgau (Salzburg tartomány).

## Története
A község eredetileg a Bajor Hercegség keleti határán helyezkedett el, a 12. században viszont átkerült Ausztriához. 1490-ben, a hercegség felosztásakor az Enns fölötti Ausztria része lett. 
A köztársaság 1918-as megalakulásakor Felső-Ausztria tartományhoz sorolták. Miután Ausztria 1938-ban csatlakozott a Német Birodalomhoz, az Oberdonaui gau része lett; a második világháború után visszakerült Felső-Ausztriához. 

## Lakosság
A tiefgrabeni önkormányzat területén 2018 januárjában 3974 fő élt. A lakosságszám 1939 óta gyarapodó tendenciát mutat. 2015-ben a helybeliek 90,6%-a volt osztrák állampolgár; a külföldiek közül 4,7% a régi (2004 előtti), 1,8% az új EU-tagállamokból érkezett. 1,1% a volt Jugoszlávia (Szlovénia és Horvátország nélkül) vagy Törökország, 1,7% egyéb országok polgára. 2001-ben a lakosok 84,4%-a római katolikusnak, 3,3% evangélikusnak, 1,4% mohamedánnak, 7% pedig felekezeten kívülinek vallotta magát. Ugyanekkor egy magyar élt a községben. 

## Látnivalók
- Hof Szt. Koloman-temploma
- a Baum-villa
- a skanzen

## Fordítás
- Ez a szócikk részben vagy egészben  a   Tiefgraben című német Wikipédia-szócikk ezen változatának fordításán alapul.  Az eredeti cikk szerkesztőit annak laptörténete sorolja fel. Ez a jelzés csupán a megfogalmazás eredetét és a szerzői jogokat jelzi, nem szolgál a cikkben szereplő információk forrásmegjelöléseként.